# Medinilla de la Dehesa
Medinilla de la Dehesa es una localidad situada en la provincia de Burgos, comunidad autónoma de Castilla y León (España), comarca de Alfoz de Burgos, partido judicial de Burgos, ayuntamiento de Estépar.

## Emplazamiento
Wikimapia\Coordenadas: 42°18′2″ N 3°52′57″ O

## Fiestas
- 3.º fin de semana de agosto, celebración de San Cosme y San Damián.

## Situación administrativa
Entidad Local Menor, concurriendo a las elecciones de 2007 dos candidaturas: Enrique Palacios de la Fuente (TC) y José Luis Palacios Grijalvo (PP).

## Historia
Antiguo municipio de Castilla la Vieja en el Partido de Burgos código INE-09210 que en el censo de la matrícula catastral contaba con 27 hogares y 102 vecinos. Entre el censo de 1981 y el anterior, este municipio desaparece porque se integra en el municipio 09125 Estépar. Contaba entonces con 22 hogares y 92 habitantes de derecho.

## Demografía
| Gráfica de evolución demográfica de Medinilla de la Dehesa entre 1842 y 1970 |
| |
| Población de derecho según los censos de población del INE Población de hecho según los censos de población del INEEn estos censos se denominaba Medinilla: 1842, 1857, 1860, 1877, 1887, 1897, 1900 y 1910. Entre el censo de 1981 y el anterior, este municipio desaparece porque se integra en el municipio Estépar. |

| 1842 |  | 1857 |  | 1860 |  | 1877 |  | 1887 |  | 1897 |  | 1900 |  | 1910 |  | 1920 |  | 1930 |  | 1940 |  | 1950 |  | 1960 |  | 1970 |
| ---- |  | ---- |  | ---- |  | ---- |  | ---- |  | ---- |  | ---- |  | ---- |  | ---- |  | ---- |  | ---- |  | ---- |  | ---- |  | ---- |
| 102  |  | 143  |  | 154  |  | 95   |  | 96   |  | 111  |  | 116  |  | 115  |  | 103  |  | 120  |  | 144  |  | 120  |  | 123  |  | 91   |

## Parroquia
Iglesia de San Cosme y San Damián, dependiente de la parroquia de Vilviestre de Muñó en el arciprestazgo de San Juan de Ortega, diócesis de Burgos. Edificio románico mudéjar tardío, conserva de este estilo el ábside semicircular y una portada apuntada enmarcada en alfiz. Singular en la provincia de Burgos por ser, junto con la torre-campanario de Arcos de la Llana y el convento de Santa Ana en Villasana de Mena una de las pocas construcciones mudéjares fuera de la capital.